# Dick i Jane: Niezły ubaw (film 2005)
Dick i Jane: Niezły ubaw (oryg. Fun with Dick and Jane) – film komediowy produkcji amerykańskiej na podstawie powieści Geralda Geisera. Remake filmu Dick i Jane z 1977 roku.
Tytuł filmu pochodzi od serii amerykańskich książeczek edukacyjnych dla dzieci.

## Obsada
- Jim Carrey jako Dick Harper
- Téa Leoni jako Jane Harper
- Alec Baldwin jako Jack McCallister
- Richard Jenkins jako Frank Bascombe
- Angie Harmon jako Veronica Cleeman
- John Michael Higgins jako Garth
- Aaron Michael Drozin jako Billy Harper
- Gloria Garayua jako Blanca
- Ralph Nader jako on sam
- Carlos Jacott jako Oz Peterson
- Richard Burgi jako Joe Cleeman
- Michelle Arthur jako Sekretarka Dicka
- Walter Addison jako Sam Samuels
- Emilio Rivera jako Obcy
- Timm Sharp jako Andrew
- Tyson Power jako Bankier (niewymieniony w czołówce)
- Stephnie Weir jako Debbie

i inni.